# Großgörschen
Großgörschen là một đô thị thuộc huyện Burgenland, bang Sachsen-Anhalt, Đức. Đô thị Großgörschen có diện tích 15 km², dân số thời điểm ngày 31 tháng 12 năm 2006 là 851 người.